# 1910 en arts plastiques
| Années des arts plastiques : 1907 - 1908 - 1909 - 1910 - 1911 - 1912 - 1913    |
| Décennies des arts plastiques : 1880 - 1890 - 1900 - 1910 - 1920 - 1930 - 1940 |

Cette page concerne l'année 1910 en arts plastiques.

## Événements
- le Valet de Carreau, un mouvement pictural lancé à Moscou.

## Œuvres
- Violon et Bougie, huile sur toile de Georges Braque,
- Portrait de l'éditeur Eduard Kosmack d'Egon Schiele,
- Premières œuvres abstraites de Vassily Kandinsky.
- Frühling in meinem Garten de Franz Hinterholzer, peintre paysagiste autrichien.
- Clotilde assise sur un canapé, huile sur toile de Joaquín Sorolla.
- Portrait de Wilhelm Uhde, huile sur toile de Pablo Picasso.

Vers 1910 :
- Premières œuvres métaphysiques de Giorgio De Chirico.

## Naissances
- 2 janvier : Georges Visat, graveur, éditeur d’art et peintre français († 2 février 2001),
- 10 janvier :
  - Marc Leguay, peintre français († 22 mai 2001),
  - Sante Monachesi, peintre et sculpteur italien († 28 février 1991),
- 22 janvier : Mercy Hunter, artiste, calligraphe et enseignante nord-irlandaise (° 20 juillet 1989),
- 27 janvier : Paul Thomas, peintre français (° 30 mars 1868),
- 30 janvier : Étienne Chevalier, peintre français († 1982),
- 1er février : Antoine Ferrari, peintre français († 1er juillet 1995),
- 3 février :
  - Liu Chi-hsiang, peintre taïwanais († 27 avril 1998),
  - Oleg Zinger, peintre franco-russe († 9 janvier 1998),
- 8 février : Léon Bellefleur, peintre et graveur canadien,
- 10 février :
  - George Csato, peintre abstrait hongrois († 19 novembre 1983),
  - André Marchand, peintre et lithographe français de la nouvelle École de Paris († 29 décembre 1997),
  - Lucile Passavant, poétesse, peintre pastelliste, sculptrice et graveuse sur bois française († 2 avril 2012),
- 11 février : Éliane Petit de La Villéon, peintre, graveuse et sculptrice française († 4 mai 1969),
- 14 février : Francesco Pagliazzi, peintre italien († 7 février 1988),
- 19 février : Jacques Duthoo, peintre abstrait, céramiste et graveur français († 13 mars 1960),
- 23 février : Corrado Cagli, peintre italien († 28 mars 1976),
- 23 mars : David Malkin, sculpteur et peintre russe († 12 août 2002),
- 31 mars : Georges Bauquier, peintre français († 2 avril 1997),
- 8 avril : Jean Leppien, peintre d'origine allemande († 19 octobre 1991),
- 11 avril :
  - Jean Couy, peintre et graveur français († 1er décembre 1983),
  - Toss Woollaston, peintre néo-zélandais († 30 août 1998),
- 12 avril : Gillo Dorfles, peintre et philosophe italien († 2 mars 2018),
- 15 avril : René Bernasconi, peintre, graphiste et sculpteur suisse († 4 août 1994),
- 24 avril : Lucie Rivel, peintre française († 15 février 1995),
- 2 mai : Jean Simian, peintre français († 28 septembre 1991),
- 4 mai : Raphaël Lonné, peintre français († 12 novembre 1989),
- 5 mai : Leo Lionni, écrivain italien naturalisé américain, illustrateur et auteur d'ouvrages jeunesse († 11 octobre 1999 ou 12 octobre 1999),
- 16 mai : Denise Legrix, écrivaine et peintre française († 25 août 2010),
- 19 mai : Ion Țuculescu, peintre roumain († 27 juillet 1962),
- 20 mai : Veronika Janelsiņa, peintre lettonne († 29 mai 2001),
- 28 mai : Orfeo Tamburi, peintre, aquarelliste, dessinateur, illustrateur et scénographe italien († 15 juin 1994),
- 7 juin : Pietro Annigoni, peintre réaliste italien († 28 octobre 1988),
- 11 juin : Lucile Passavant, peintre, sculptrice et graveur française († 2 avril 2012),
- 21 juin : René Marcel Gruslin, peintre, dessinateur et graveur français († 17 janvier 1983),
- 1er juillet : Pierre Rivemale, peintre français († 30 septembre 1945),
- 5 juillet : Sergei Grigoriev, peintre ukrainien († 9 avril 1988),
- 7 juillet : Jean Planque, peintre et collectionneur d'art suisse († 28 août 1998),
- 14 juillet : Jean Even, peintre, lithographe et affichiste français († 6 janvier 1986),
- 16 juillet : Georges Mirianon,  peintre, dessinateur, lithographe et sculpteur († 7 juillet 1986),
- 21 juillet : Vladimir Serov, peintre russe puis soviétique († 19 janvier 1968),
- 7 août : André Chochon, peintre français († 9 mars 2005),
- 8 août : Eugène Leroy, peintre français († 10 mai 2000),
- 13 août :
  - Gaston Chaissac, peintre et poète français († 7 novembre 1964),
  - Willem Minderman, artiste visuel néerlandais († 24 juillet 1985),
- 13 août ou 13 octobre : Tran Van Can, peintre, graveur et laqueur vietnamien († 1994),
- 15 août : Antoine Heitzmann, peintre et maître-verrier français († 4 avril 1995),
- 28 août : Othello Radou, peintre abstrait français († 24 novembre 2006),
- 31 août : Raoul Ubac, peintre, graveur et sculpteur belge († 24 mars 1985),
- 4 septembre : Alexandre Ganesco, peintre, dessinateur et sculpteur roumain († 22 février 1979),
- 8 septembre : Henry d'Anty, peintre français († 4 décembre 1998),
- 12 septembre : Camille Niogret, peintre français († 19 janvier 2009),
- 21 septembre :
  - Andreu Gamboa-Rothvoss, peintre espagnol († 24 octobre 1970),
  - Umberto Mastroianni, sculpteur italien († 25 février 1998),
  - Ennio Morlotti, peintre italien († 15 décembre 1992),
- 7 octobre : Armando Pizzinato, peintre italien († 17 avril 2004),
- 10 octobre :
  - Jacques Herold, peintre français d'origine roumaine († 11 janvier 1987),
  - Ramón Gaya, peintre et écrivain espagnol († 15 octobre 2005),
- 12 octobre : Yvonne Cheffer-Delouis, peintre post-impressionniste française († 2003),
- 25 octobre : Tyrus Wong, peintre, illustrateur, céramiste, lithographe, designer et artiste américain († 30 décembre 2016),
- 29 octobre : Aurelie Nemours, peintre française († 27 janvier 2005),
- 4 novembre : Yves Rouvre, peintre français († 9 juillet 1996),
- 8 novembre : Simone Tiersonnier, artiste peintre française et portugaise († 21 juillet 1999),
- 4 décembre : Maria Manton, peintre non figurative française († 2 septembre 2003),
- 12 novembre : Patrick Bakker, peintre et dessinateur néerlandais († 28 décembre 1932),
- 15 novembre : Antoine Blanchard, peintre paysagiste français († 10 août 1988).
- 17 novembre : Jacqueline Lamba, peintre française († 20 juillet 1993),
- 24 novembre : Lucienne Lazon, peintre, graveuse et joaillière française, créatrice en 1955 de la Palme d'or du Festival de Cannes († 3 février 2007),
- 4 décembre : Magdeleine Mocquot, peintre, graveuse, sculptrice et médailleuse française († 29 avril 1991),
- 6 décembre : Tullio Crali, peintre, aquarelliste, architecte et sculpteur italien († 5 août 2000),
- 25 décembre : Aly Ben Salem, peintre et plasticien tuniso-suédois († 20 février 2001),
- 28 décembre : Henry Simon, peintre, céramiste et décorateur français († 27 février 1987),
- 31 décembre : René Dürrbach, peintre et sculpteur français († 30 juillet 1999),
- ? :
  - Norbert Benoit, cinéaste, peintre et chansonnier († 1993),
  - Eugène Fidler, peintre et céramiste français († 1990).
  - Philippe de La Hogue-Rey, peintre mauricien († 11 juin 1977),
  - Toshio Suga, peintre japonais à tendance cinétique.

## Décès
- 18 janvier : Eugène Thirion, peintre français (° 19 mai 1839),
- 19 janvier : Daniel Ihly, peintre suisse (° 25 octobre 1854),
- 25 janvier : Ernest Roman, peintre français (° 20 juillet 1845),
- 1er février : Antonín Slavíček, peintre impressionniste austro-hongrois (° 16 mai 1870),
- 2 février : Jean-Baptiste Arnaud-Durbec, peintre français (° 30 juillet 1827),
- 24 février : Osman Hamdi Bey, peintre et archéologue ottoman (° 30 décembre 1842),
- 10 mars : Carlo Mancini, peintre italien (° 28 février 1889),
- 16 mars : Louis Lemaire, peintre et graveur français (° 18 avril 1824),
- 28 mars : Giuseppe Barbaglia, peintre italien (° 10 octobre 1841),
- 29 mars : George Turner, peintre britannique (° 2 avril 1841),
- 1er avril : Andreas Achenbach, peintre allemand (° 29 septembre 1815),
- 14 avril : Mikhaïl Vroubel, peintre russe (° 17 mars 1856),
- ? avril : Julien Dupré, peintre français (° 19 mars 1851),
- 1er mai : Louis Welden Hawkins, peintre français (° 1er juillet 1849),
- 13 mai : Adolphe Piot, peintre français (° 13 février 1831),
- 16 mai :
  - Pere Borrell del Caso, peintre, aquarelliste et graveur espagnol (° 13 décembre 1835),
  - Henri-Edmond Cross, peintre français (° 20 mai 1856),
  - Heinrich Lauenstein, peintre allemand (° 28 septembre 1835),
- 18 mai : Franz Skarbina, peintre allemand (° 24 février 1849),
- 5 juin : Hippolyte Camille Delpy, peintre français (° 16 avril 1842),
- 16 juin : Auguste-Emmanuel Hotin, peintre, dessinateur et graveur français (° 24 décembre 1850),
- 26 juin : Édouard Sain, peintre français (° 13 mai 1830),
- 28 juin : Petar Ubavkić, sculpteur et peintre serbe (° 12 avril 1852),
- ? juin : Eugène Trigoulet, peintre, dessinateur et graveur français (° 3 juillet 1864),
- 1er juillet : Paul Blanc, peintre, graveur et dessinateur français (° 22 septembre 1836),
- 5 juillet : Pierre De Coninck, peintre français (° 22 novembre 1828),
- 16 juillet : Albert Anker, illustrateur et peintre suisse (° 1er avril 1831),
- 8 août : Rudolf Epp, peintre allemand (° 30 juillet 1834),
- 16 août : Sergueï Ivanov, peintre et graphiste russe (° 16 juin 1864),
- 2 septembre : Henri (le Douanier) Rousseau, peintre français (° 21 mai 1844),
- 7 septembre : William Holman Hunt, peintre britannique (° 2 avril 1827),
- 12 septembre : Georges Gasté, peintre orientaliste et photographe français (° 30 août 1869),
- ? septembre : Edmond Eugène Valton, peintre et dessinateur français (° 25 septembre 1836),
- 10 octobre : Willem Maris, peintre néerlandais (° 18 février 1844),
- 11 octobre : Hubert Rohault de Fleury, peintre français (° 26 décembre 1828),
- 19 octobre :  Domenico Bruschi, peintre italien (° 13 juin 1840),
- 21 octobre : Charles Van der Stappen, sculpteur belge (° 19 décembre 1843),
- 23 octobre : Alfred-Louis Bahuet, peintre, graveur et lithographe français (° 20 juin 1862),
- 1er novembre : Robert Walker Macbeth, peintre et graveur britannique (° 30 septembre 1848),
- 4 novembre : Théodore Renkewitz, peintre anglais établi en Suisse (°4 juillet 1833),
- 12 novembre : Jean Émile Renié, peintre français (° 23 juin 1835),
- 14 novembre : René Antoine Vinchon, peintre français (° 24 décembre 1835),
- 23 novembre : Léon Simon, peintre et dessinateur français (° 14 juin 1836),
- 29 novembre : Étienne-Prosper Berne-Bellecour, peintre, graveur et illustrateur français (° 29 juin 1838),
- 3 décembre :
  - Lajos Bruck, peintre hongrois (° 3 novembre 1846),
  - Ludwig von Löfftz, peintre allemand (° 21 juin 1845),
- 10 décembre : Conrad Wise Chapman, peintre américain (° 14 février 1842),
- 12 décembre : Pierre Lagarde, peintre et pastelliste français (° 2 décembre 1853),
- 14 décembre : Vittorio Avondo, peintre italien (° 10 août 1836),
- 15 décembre : Jean Étienne Joanny Maisiat, peintre de genre français (° 5 mai 1824),
- 20 décembre : Édouard Loëvy, peintre et illustrateur franco-polonais (° 18 décembre 1857),
- 28 décembre : Gustave-Henri Colin, peintre français (° 11 juillet 1828),
- Date précise inconnue ou non renseignée :
  - Oreste Cortazzo, peintre et graveur italien (° 1836),
  - Johann Knüpfer, artiste allemand d'art brut (° 1866).
  - Charles Henry Middleton, historien de l'art britannique (° 1828),
  - Francesco Monachesi, peintre italien (° 1817).